# 圣彼得堡国立大学东方学系
圣彼得堡国立大学东方学系，圣彼得堡国立大学下设的一个院系，又译作东方研究系、东方系。
圣彼得堡国立大学东方学系成立于1944年，在古代和现代东方国家和地区的文化、语言、宗教和历史的研究方面具有世界领先地位。